# Binburrum moltres
Binburrum moltres es una especie de coleóptero del género Binburrum. La especie es endémica del noreste de Queensland (Australia), donde comparte hábitat con otras dos especies del mismo género: Binburrum articuno y Binburrum zapdos.